# Jämförelse mellan webbläsare
De följande tabellerna jämför allmän och teknisk information för ett antal webbläsare. Mer information finns på de olika produkternas respektive webbplatser. Denna artikel är inte fullständig eller nödvändigtvis aktuell.

## Allmän information
Grundläggande information om webbläsarna, skapare/företag, licens/pris etc.
|                         | Skapare                                                                                         | Första officiella utgåvan | Programvarulicens                    | Nuvarande renderingsmotor   |
| ----------------------- | ----------------------------------------------------------------------------------------------- | ------------------------- | ------------------------------------ | --------------------------- |
| Amaya                   | W3C, INRIA                                                                                      | 14 november 1996          | W3C                                  | ?                           |
| Arachne                 | Michael Polák, Arachne Labs                                                                     | före 22 december 1996     | GPL                                  | ?                           |
| Arlington Kiosk Browser | Bob Pemberton, Arlington Technology                                                             | ?                         | Proprietär                           | Trident                     |
| Avant                   | Avant Force                                                                                     | ?                         | Proprietär                           | Trident                     |
| Camino                  | Mozilla Foundation                                                                              | Februari 2002             | MPL, MPL/GPL/LGPL trippellicenserad  | Gecko                       |
| Dillo                   | Arellano Cid, Geerken, Rota m.fl.                                                               | December 1999             | GPL-3.0-or-later                     | ?                           |
| ELinks                  | Baudis, Fonseca m.fl.                                                                           | December 2001             | GPL-2.0-only                         | ?                           |
| Epiphany                | GNOME                                                                                           | December 2002             | GPL-3.0-or-later                     | Gecko                       |
| Flock                   | Flock Inc                                                                                       | ?                         | GPL                                  | Gecko                       |
| Galeon                  | GNOME                                                                                           | Juni 2000                 | GPL                                  | Gecko                       |
| Google Chrome           | Google                                                                                          | 2 september 2008          | BSD-license                          | Webkit                      |
| iCab                    | iCab Company                                                                                    | 1998                      | Proprietär                           | iCab                        |
| Internet Explorer       | Microsoft, Spyglass                                                                             | Augusti 1995              | Proprietär                           | Trident (Win), Tasman (Mac) |
| K-meleon                | Doozan, Erikson, Vallet m.fl.                                                                   | 26 november 2000          | GPL                                  | Gecko                       |
| Konqueror               | KDE                                                                                             | Oktober 2000              | GPL-2.0-or-later                     | KHTML                       |
| Links                   | Patocka m.fl.                                                                                   | 24 november 1999          | GPL-2.0-or-later                     | ?                           |
| Lynx                    | Montulli, Grobe, Rezac m.fl.                                                                    | Juli 1993                 | GPL-2.0-only                         | -                           |
| Maxthon                 | Maxthon ltd                                                                                     | 2004                      | Proprietär                           | Trident                     |
| Mosaic                  | Marc Andreessen och Eric Bina, NCSA                                                             | 22 april 1993             | Proprietär                           | ?                           |
| Mozilla                 | Mozilla Foundation                                                                              | 7 december 1998           | MPL, MPL/GPL/LGPL trippellicensierad | Gecko                       |
| Mozilla Firefox         | Mozilla Foundation                                                                              | 23 september 2002         | MPL, MPL/GPL/LGPL trippellicensierad | Gecko                       |
| Netscape Navigator      | Netscape Communications, Mozilla Foundation (sedan 2000), Mercurial Communications (sedan 2004) | 13 oktober 1994           | NPL                                  | Gecko                       |
| OmniWeb                 | Omni Group                                                                                      | 17 mars 1995              | Proprietär, LGPL                     | Webkit (modifierad KHTML)   |
| Off By One              | Home Page Software                                                                              | ?                         | Proprietär                           | ?                           |
| Opera                   | Opera Software                                                                                  | September 1996            | Proprietär                           | Presto                      |
| Safari                  | Apple Inc.                                                                                      | 23 juni 2003              | Proprietär, LGPL                     | Webkit (modifierad KHTML)   |
| SeaMonkey               | SeaMonkey Council                                                                               | 30 januari 2006           | MPL, MPL/GPL/LGPL trippellicensierad | Gecko                       |
| Shiira                  | Happy Macintosh Developing Team                                                                 | ?                         | BSD-3-Clause                         | Webkit                      |
| WorldWideWeb            | Tim Berners-Lee                                                                                 | Augusti 1991              | Public domain                        | NeXTSTEP inbyggt            |

Anmärkningar:
(1) Windows XP krävs för att installera den senaste versionen av Internet Explorer för Windows och Mac OS X v10.3 krävs för att installera senaste versionen av Safari. Den senaste fristående versionen av Internet Explorer är 6.0 SP1, vilken kan installeras på Windows 98 och senare.

## Stöd för operativsystem
De operativsystem som webbläsarna kan köras på utan emulering.
|                                | Windows | Mac OS X | Mac OS 9 | GNU/Linux | BSD | Unix   |
| ------------------------------ | ------- | -------- | -------- | --------- | --- | ------ |
| Amaya                          | Ja      | Ja       | Nej      | Ja        | Ja  | Ja     |
| Arachne                        | Slopat  | Nej      | Nej      | Ja        | Nej | Nej    |
| Camino                         | Nej     | Ja       | Nej      | Nej       | Nej | Nej    |
| Dillo                          | Nej     | Ja       | Nej      | Ja        | Ja  | Ja     |
| ELinks                         | Ja      | Ja       | Ja       | Ja        | Ja  | Ja     |
| Epiphany                       | Nej     | Ja       | Nej      | Ja        | Ja  | Ja     |
| Flock                          | Ja      | Ja       | Ja       | Ja        | Ja  | Ja     |
| Galeon                         | Nej     | Ja       | Nej      | Ja        | Ja  | Ja     |
| Google Chrome                  | Ja      | Ja       | Nej      | Ja        | Nej | Nej    |
| iCab                           | Nej     | Ja       | Ja       | Nej       | Nej | Nej    |
| Internet Explorer              | Ja      | Slopat   | Slopat   | Nej       | Nej | Slopat |
| Links                          | Ja      | Ja       | Ja       | Ja        | Ja  | Ja     |
| Lynx                           | Ja      | Ja       | Ja       | Ja        | Ja  | Ja     |
| K-meleon                       | Ja      | Nej      | Nej      | Nej       | Nej | Nej    |
| Konqueror                      | Nej     | Ja       | Nej      | Ja        | Ja  | Ja     |
| Mosaic                         | Ja      | Ja       | Ja       | Ja        | Ja  | Ja     |
| Mozilla                        | Ja      | Ja       | Slopat   | Ja        | Ja  | Ja     |
| Mozilla Firefox                | Ja      | Ja       | Nej      | Ja        | Ja  | Ja     |
| Netscape Navigator             | Ja      | Ja       | Slopat   | Ja        | Ja  | Ja     |
| OmniWeb                        | Nej     | Ja       | Nej      | Nej       | Nej | Nej    |
| Opera                          | Ja      | Ja       | Ja       | Ja        | Ja  | Ja     |
| Safari                         | Ja      | Ja       | Nej      | Nej       | Nej | Nej    |
| SeaMonkey                      | Ja      | Ja       | Nej      | Ja        | ?   | ?      |
| WorldWideWeb (endast NeXTSTEP) | Nej     | Nej      | Nej      | Nej       | Nej | Nej    |
|                                | Windows | Mac OS X | Mac OS 9 | GNU/Linux | BSD | Unix   |

## Webbläsarens funktioner
Information om vilka vanliga funktioner som webbläsarna har som standard. 
|                     | Bokmärkeshantering | Nedladdningshanterare | Lösenordshanterare | Formulärhantering | Stavningskontroll | Sökverktygsfält |
| ------------------- | ------------------ | --------------------- | ------------------ | ----------------- | ----------------- | --------------- |
| Amaya               | ?                  | ?                     | ?                  | ?                 | Ja                | ?               |
| Arachne             | Ja                 | Nej                   | Nej                | Nej               | Nej               | Nej             |
| Camino              | Ja                 | Ja                    | Ja                 | Ja                | Ja                | Ja              |
| Dillo               | ?                  | Nej                   | ?                  | ?                 | Nej               | Delvis          |
| ELinks              | ?                  | Ja                    | ?                  | ?                 | Nej               | Nej             |
| Epiphany            | ?                  | Ja                    | ?                  | ?                 | Nej               | Ja              |
| Galeon 1.2 2        | ?                  | ?                     | ?                  | ?                 | Nej               | Ja              |
| Google Chrome       | Ja                 | Ja                    | Ja                 | Ja                | Ja                | Ja;36           |
| iCab                | ?                  | Ja                    | ?                  | ?                 | Nej               | Ja              |
| Internet Explorer 3 | Ja                 | Ja                    | Ja                 | Ja                | Nej 4             | Nej 5           |
| K-meleon            | Ja                 | Nej                   | ?                  | ?                 | Nej               | Ja              |
| Konqueror           | Ja                 | Ja                    | Ja                 | ?                 | Ja                | Ja              |
| Links               | ?                  | ?                     | ?                  | ?                 | ?                 | ?               |
| Lynx                | Ja                 | Ja                    | ?                  | Ja                | Nej 35            | Nej             |
| Maxthon             | Ja                 | Ja                    | Ja                 | Ja                | Ja                | Ja              |
| Mosaic              | Ja                 | ?                     | ?                  | ?                 | ?                 | Nej             |
| Mozilla             | Ja                 | Ja                    | Ja                 | Ja                | Ja                | Ja              |
| Mozilla Firefox     | Ja                 | Ja                    | Ja                 | Ja                | Ja 6              | Ja              |
| Netscape Navigator  | Ja                 | Ja                    | Ja                 | Ja                | Ja                | Ja              |
| OmniWeb             | Ja                 | Ja                    | Ja                 | Ja                | Ja                | Ja              |
| Opera               | Ja                 | Ja                    | Ja                 | Ja                | Ja                | Ja              |
| Safari              | Ja                 | Ja                    | Ja                 | Ja                | Ja                | Ja              |
| SeaMonkey           | Ja                 | Ja                    | Ja                 | Ja                | Ja                | Ja              |
| WorldWideWeb        | ?                  | Nej                   | ?                  | ?                 | Ja                | Nej             |
|                     | Bokmärkeshantering | Nedladdningshanterare | Lösenordshanterare | Formulärhantering | Stavningskontroll | Sökverktygsfält |

Anmärkningar:
(2) Galeon 1.3 är omskriven från grunden och stödjer ännu inte alla funktioner som Galeon 1.2 har.
(3) Internet Explorer är den enda webbläsaren som stödjer Component Object Mode, även känt som ActiveX. Att ActiveX är inbyggt i webbläsaren kan ge den extra funktionalitet, men kan även leda till ökad risk för att datorn infekteras av datorvirus, trojanska hästar och spionprogram. 
(4) Stavningskontroll kan fås genom att installera ieSpell .
(5) Internet Explorer har ingen sökverktygsrad som standard, men det finns många officiella och tredjepartsversioner att tillgå.
(6) Stavningskontroll finns delvis inbyggt från och med version 2.0, men man får manuellt installera ordlistor från Mozilla Add-ons: .
(35) En extern textredigerare kan användas, och därmed dess stavningskontroll.
(36) Sökfältet är inbyggt i URL-fältet.

## Webbläsarnas tillgänglighetsfunktioner
Information om vilka tillgänglighetsfunktioner som finns inbyggda, tredjepartsfunktioner räknas ej.
|                    | Flikar | Pop-upblockerare | Stegvis sökfunktion | Reklamfilter | Zoomfunktion 7 |
| ------------------ | ------ | ---------------- | ------------------- | ------------ | -------------- |
| Amaya              | Ja     | N/A              | ?                   | ?            | Ja             |
| Arachne            | Nej    | Ja               | ?                   | Ja           | Nej            |
| Camino             | Ja     | Ja               | Ja                  | Ja           | Nej            |
| Dillo              | Nej    | Nej              | ?                   | Nej          | Nej            |
| ELinks             | Ja     | Nej              | Ja                  | N/A          | N/A            |
| Epiphany           | Ja     | Ja               | Ja                  | Nej          | Ja             |
| Galeon 1.2 2       | Ja     | Ja               | Ja                  | ?            | Ja             |
| Google Chrome      | Ja     | Ja               | Ja                  | Ja           | Ja             |
| iCab               | Ja     | Ja               | Nej                 | Ja           | Ja             |
| Internet Explorer  | Ja     | Ja               | Nej                 | Nej          | Ja             |
| K-meleon           | Ja     | Ja               | Ja                  | ?            | Delvis         |
| Konqueror          | Ja     | Ja               | Ja                  | Ja           | Nej            |
| Links              | Nej    | Nej              | ?                   | N/A          | N/A            |
| Lynx               | Nej    | N/A              | ?                   | N/A          | N/A            |
| Maxthon            | Ja     | Ja               | Ja                  | Ja           | Ja             |
| Mosaic             | Nej    | N/A              | ?                   | Nej          | ?              |
| Mozilla            | Ja     | Ja               | Ja                  | Delvis 8     | Delvis 30      |
| Mozilla Firefox    | Ja     | Ja               | Ja                  | Delvis 8     | Ja             |
| Netscape Navigator | Ja     | Ja               | Ja                  | Delvis 8     | Delvis         |
| OmniWeb            | Ja     | Ja               | ?                   | Ja           | Nej            |
| Opera              | Ja     | Ja               | Ja                  | Ja           | Ja             |
| Safari             | Ja     | Ja               | Ja                  | Nej          | Ja             |
| SeaMonkey          | Ja     | Ja               | Ja                  | Delvis 32    | Delvis 33      |
| WorldWideWeb       | Nej    | Nej              | Nej                 | Nej          | Nej            |
|                    | Flikar | Pop-upblockerare | Stegvis sökfunktion | Reklamfilter | Zoomfunktion 7 |

Anmärkningar:
(7) Zoomning skiljer sig från textförstoring, eftersom det förstorar inte bara texten, utan även bilder och ramar.
(8) Mozilla, Mozilla Firefox och Netscape stödjer enkel domännamnsbaserad bildblockering. Mer avancerade versioner som bygger på reguljära uttryck för Mozilla och Mozilla Firefox kan fås med AdBlock.
(30) Mozilla stödjer en något begränsad zoomfunktion genom ett antal utökningar, bland annat i ColorZilla.
(32) Domännamnsbaserad bildblockering.
(33) Textförstoring samt förminskning av stora bilder så att de ryms i webbfönstret.

## Webbläsarnas tillgänglighetsfunktioner (fortsättning)
|                    | Tangentbordsgenvägar i HTML | Fliknavigation | Spatial navigation | Musgester | Röstsyntes | Taligenkänning |
| ------------------ | --------------------------- | -------------- | ------------------ | --------- | ---------- | -------------- |
| Amaya              | ?                           | ?              | ?                  | ?         | Nej        | Nej            |
| Camino             | Ja                          | Ja             | Nej                | Nej       | Nej        | Nej            |
| Dillo              | ?                           | ?              | ?                  | ?         | Nej        | Nej            |
| ELinks             | ?                           | ?              | ?                  | ?         | Nej        | Nej            |
| Epiphany           | ?                           | ?              | ?                  | ?         | Nej        | Nej            |
| Galeon 1.2 2       | ?                           | ?              | ?                  | ?         | Nej        | Nej            |
| Google Chrome      | ?                           | Ja             | ?                  | Ja        | ?          | ?              |
| iCab               | ?                           | ?              | ?                  | ?         | Nej        | Nej            |
| Internet Explorer  | Ja                          | Ja             | Nej                | Nej 9     | Nej        | Nej            |
| K-meleon           | Ja                          | Ja             | Nej                | Nej       | Nej        | Nej            |
| Konqueror          | Ja                          | Ja             | Nej                | Ja        | Nej        | Nej            |
| Links              | ?                           | ?              | ?                  | ?         | Nej        | Nej            |
| Lynx               | Ja 10                       | ?              | ?                  | ?         | Nej 11     | Nej            |
| Mosaic             | ?                           | ?              | ?                  | ?         | Nej        | Nej            |
| Mozilla            | Ja                          | Ja             | Nej                | Nej 13    | Nej        | Nej            |
| Mozilla Firefox    | Ja                          | Ja             | Nej 12             | Nej 13    | Nej 14     | Nej            |
| Netscape Navigator | Ja                          | Ja             | Nej                | Nej 13    | Nej        | Nej            |
| OmniWeb            | ?                           | ?              | ?                  | ?         | Nej        | Nej            |
| Opera              | Ja                          | Ja             | Ja                 | Ja        | Ja         | Ja             |
| Safari             | Ja 15                       | Ja             | ?                  | ?         | Ja         | Ja             |
| SeaMonkey          | Ja                          | Ja             | Nej                | Nej       | Nej        | Nej            |
| WorldWideWeb       | ?                           | ?              | ?                  | ?         | Nej        | Nej            |
|                    | Tangentbordsgenvägar i HTML | Fliknavigation | Spatial navigation | Musgester | Röstsyntes | Taligenkänning |

Anmärkningar:
(9) Stöd för musgester kan fås genom att installera Easy Go Back .
(10) Lynx använder tangentbordet i första hand
(11) Webbsidan visas som text, som är lätt att föra vidare till en talsyntetisator. Utvecklarna har explicit tagit hänsyn till användning genom talsyntetisator eller braille-terminal.
(12) Doug Turner, huvudutvecklare för Minimo, har introducerat spatial navigation i speciella versioner av Firefox . Det kan integreras som en standardel i Firefox .
(13) Stöd för musgester kan fås genom att installera All-in-One Gestures (enbart Firefox)  eller Mouse Gestures .
(14) Firefox fungerar ihop med ett antal skärmläsare som till exempel JAWS  och Microsoft SAPI 5 TTS  med hjälp av utökningar.
(15) I Safari används ctrl-tangenten för tangentbordsgenvägar.

## Stöd för webbtekniker
Information om vilka webbstandarder och tekniker som webbläsarna stödjer. 
Externa länkar leder till information om stöd i framtida versioner eller utökningar som tillhandahåller sådant stöd.
|                    | CSS2      | Ramar     | Java | Javascript | XSLT | XHTML | MathML | XForms | RSS    | Atom   |
| ------------------ | --------- | --------- | ---- | ---------- | ---- | ----- | ------ | ------ | ------ | ------ |
| Amaya              | Ja        | Nej       | Nej  | Nej        | Nej  | Ja    | Ja     | Nej    | Nej    | Nej    |
| Arachne            | Nej       | Ja        | Nej  | Nej        | Nej  | Nej   | Nej    | Nej    | Nej    | Nej    |
| Camino             | Ja        | Ja        | Ja   | Ja         | Ja   | Ja    | Ja     | Nej    | Delvis | Delvis |
| Dillo              | Nej       | Delvis    | Nej  | Nej        | ?    | ?     | Nej    | Nej    | Nej    | Nej    |
| ELinks             | Delvis    | Ja        | Nej  | Delvis     | ?    | Nej   | Nej    | Nej    | Nej    | Nej    |
| Epiphany           | Ja        | Ja        | Ja   | Ja         | Ja   | Ja    | Ja     | Nej    | Nej    | Nej    |
| Galeon             | Ja        | Ja        | Ja   | Ja         | Ja   | Ja    | Ja     | Nej    | ?      | ?      |
| Google Chrome      | ?         | ?         | Ja   | Ja         | ?    | ?     | ?      | ?      | Nej    | ?      |
| iCab               | Delvis    | Ja        | Ja   | Ja         | Nej  | Nej   | Nej    | Nej    | Nej    | Nej    |
| Internet Explorer  | Delvis 15 | Ja        | Ja   | Ja         | Ja   | Nej   | Nej    | Nej    | Nej    | Nej    |
| K-meleon           | Ja        | Ja        | Ja   | Ja         | Ja   | Ja    | Nej    | Nej    | Ja     | ?      |
| Konqueror          | Ja        | Ja        | Ja   | Ja         | ?    | Ja    | Nej    | Nej    | ?      | ?      |
| Links              | Nej       | Ja        | Nej  | Delvis     | ?    | Nej   | Nej    | Nej    | Nej    | Nej    |
| Lynx               | Nej       | Delvis 16 | Nej  | Nej        | Nej  | Nej   | Nej    | Nej    | Nej    | Nej    |
| Mosaic             | Nej       | Nej       | Nej  | Nej        | Nej  | Nej   | Nej    | Nej    | Nej    | Nej    |
| Mozilla            | Ja        | Ja        | Ja   | Ja         | Ja   | Ja    | Ja     | Nej 17 | Nej    | Nej    |
| Mozilla Firefox    | Ja        | Ja        | Ja   | Ja         | Ja   | Ja    | Ja     | Nej 17 | Ja     | Ja     |
| Netscape Navigator | Ja        | Ja        | Ja   | Ja         | Ja   | Ja    | Ja     | Nej    | ?      | ?      |
| OmniWeb            | Ja        | Ja        | Ja   | Ja         | Nej  | Ja    | Nej    | Nej    | Ja     | Ja     |
| Opera              | Ja        | Ja        | Ja   | Ja         | Nej  | Ja    | Nej    | Nej    | Ja     | Ja     |
| Safari             | Ja        | Ja        | Ja   | Ja         | Ja   | Ja    | Nej    | Nej    | Ja     | Ja     |
| SeaMonkey          | Ja        | Ja        | Ja   | Ja         | Ja   | Ja    | Ja     | Nej    | Nej    | Nej    |
| WorldWideWeb       | Nej       | Nej       | Nej  | Nej        | Nej  | Nej   | Nej    | Nej    | Nej    | Nej    |
|                    | CSS2      | Ramar     | Java | Javascript | XSLT | XHTML | MathML | XForms | RSS    | Atom   |

Anmärkningar:
(x1) CSS2 Revision 1, en kandiderande rekommendation från W3C är den nuvarande versionen av CSS. CSS2 aural media är nästintill inte stödd någonstans och tas inte i åtanke här. CSS3 är bara i ett tidigt utvecklingsstadium för tillfället.
(x2) XHTML är baserat på HTML men är en tillämpning av XML, vilket betyder att XHTML måste vara striktare än motsvarande HTML-kod. XHTML är gjord för att läsas av en XML-tydare men av bakåtkompatibilitetsskäl kan den även tolkas som HTML. Tabellen nämner bara de webbläsare som klarar av att tolka XHTML som XML.
(15) Internet Explorer 6 stödjer de mest grundläggande egenskaperna av CSS2 men är känd för att ha ett större antal buggar än andra webbläsare. Internet Explorer 6 saknar stöd för dynamiskt innehåll, attributväljare och "hover", teknologier som stöds av alla andra CSS2-kompatibla webbläsare.
(16) Lynx visar innehållet avsett för webbläsare som inte hanterar ramar och därtill en länklista för de enskilda ramarna.
(17) XForms stöds i experimentella versioner nyare än 28 januari 2005 . Kräver att en utökning installeras.

## Stöd för olika protokoll
Information om vilka protokoll de olika webbläsarna stödjer.
Externa länkar leder till information om stöd i framtida versioner eller utökningar som tillhandahåller sådant stöd.
|                    | E-post 18 | FTP    | NNTP (Usenet) 18 | SSL    | IRC    | Gopher      | IDN    | data: URL |
| ------------------ | --------- | ------ | ---------------- | ------ | ------ | ----------- | ------ | --------- |
| Amaya              | Nej       | Nej    | Nej              | Nej    | Nej    | ?           | ?      | ?         |
| Arachne            | Ja        | Ja     | Ja               | Nej    | Nej    | Ja          | Nej    | Nej       |
| Camino             | Nej       | Ja     | Nej              | Ja     | Nej    | Ja          | Ja     | Ja        |
| Dillo              | Nej       | ?      | Nej              | Delvis | Nej    | Nej         | ?      | ?         |
| ELinks             | Nej       | Ja     | Ja               | Ja     | Nej    | Ja          | Ja     | Ja        |
| Epiphany           | Nej       | Ja     | Nej              | Ja     | Nej    | Ja          | Ja     | Ja        |
| Galeon             | Nej       | Ja     | Nej              | Ja     | Nej    | Ja          | Ja     | Ja        |
| iCab               | Nej       | Ja     | Nej              | Ja     | Nej    | ?           | ?      | ?         |
| Internet Explorer  | Nej       | Ja     | Nej              | Ja     | Nej    | Avaktiverat | Nej 21 | Nej       |
| K-meleon           | Nej       | Ja     | Nej              | Ja     | Nej    | Ja          | Ja     | Ja        |
| Konqueror          | Nej       | Ja     | Nej              | Ja     | Nej    | ?           | Ja     | Nej       |
| Links              | Nej       | Ja     | Nej              | Ja     | Nej    | ?           | ?      | ?         |
| Lynx               | Ja        | Ja     | Ja               | Ja     | Nej    | Delvis      | ?      | ?         |
| Mosaic             | Nej       | ?      | Nej              | ?      | Nej    | Ja          | Nej    | Nej       |
| Mozilla            | Ja        | Ja     | Ja               | Ja     | Ja     | Ja          | Ja 22  | Ja        |
| Mozilla Firefox    | Nej       | Ja     | Nej              | Ja     | Nej 19 | Ja          | Ja 22  | Ja        |
| Netscape Navigator | Ja        | Ja     | Ja               | Ja     | Nej 19 | Ja          | Ja     | Ja        |
| OmniWeb            | Nej       | Ja     | Nej              | Ja     | Nej    | ?           | Ja     | ?         |
| Opera              | Ja        | Ja     | Ja               | Ja     | Ja     | Delvis 20   | Ja     | Ja        |
| Safari             | Nej       | Delvis | Nej              | Ja     | Nej    | Nej         | Ja     | Ja        |
| SeaMonkey          | Ja        | Ja     | Ja               | Ja     | Ja     | Ja          | Ja     | Ja        |
| WorldWideWeb       | Nej       | Ja     | Ja               | Nej    | Nej    | Nej         | Nej    | Nej       |
|                    | E-post    | FTP    | NNTP (Usenet)    | SSL    | IRC    | Gopher      | IDN    | data: URL |

Anmärkningar:
(18) Många webbläsare har undvikit att stödja epost och nyhetsgrupper; dessa är reserverade för deras respektive epostklienter. För en jämförelse av dem, se Jämförelse av e-postklienter.
(19) Stöd för IRC kan fås genom att installera ChatZilla.
(20) Gopher stöds genom proxyservrar.
(21) Stöd för IDN kan fås genom att installera VeriSign i-Nav Plug-In.
(22) IDN-domäner visas som standard i punycode av säkerhetsskäl.

## Stöd för bildformat
Information om vilka bildformat som stöds av webbläsarna. Externa länkar leder till information om stöd i framtida versioner eller utökningar som tillhandahåller sådant stöd. 
|                    | JPEG  | GIF | PNG       | MNG       | SVG 26    | PDF 30 |
| ------------------ | ----- | --- | --------- | --------- | --------- | ------ |
| Amaya              | Ja    | Ja  | Ja        | Nej       | Delvis    | Nej    |
| Arachne            | Ja    | Ja  | Delvis    | Nej       | Nej       | Nej    |
| Camino             | Ja    | Ja  | Ja        | Nej       | Nej       | Nej    |
| Dillo              | Ja    | Ja  | Ja        | Nej       | Nej       | ?      |
| ELinks             | Nej   | Nej | Nej       | Nej       | Nej       | Nej    |
| Epiphany           | Ja    | Ja  | Ja        | Nej       | Nej       | ?      |
| Galeon             | Ja    | Ja  | Ja        | Nej       | Nej       | ?      |
| iCab               | Ja    | Ja  | Ja        | Nej       | Nej       | Ja     |
| Internet Explorer  | Ja 23 | Ja  | Delvis 24 | Nej       | Nej       | Nej    |
| K-meleon           | Ja    | Ja  | Ja        | Nej       | Nej       | Nej    |
| Konqueror          | Ja    | Ja  | Ja        | Ja        | Nej       | Ja 31  |
| Links              | Ja    | Ja  | Ja        | Nej       | Nej       | Nej    |
| Lynx 37            | ?     | ?   | ?         | ?         | ?         | ?      |
| Mosaic             | Ja    | Ja  | Nej       | Nej       | Nej       | Nej    |
| Mozilla            | Ja    | Ja  | Ja        | Slopat 25 | Delvis 27 | Nej    |
| Mozilla Firefox    | Ja    | Ja  | Ja        | Nej       | Delvis 27 | Nej    |
| Netscape Navigator | Ja    | Ja  | Ja        | Nej       | Nej       | Nej    |
| OmniWeb            | Ja    | Ja  | Ja        | Nej       | Nej       | Nej    |
| Opera              | Ja    | Ja  | Ja        | Nej       | Delvis 28 | Nej    |
| Safari             | Ja    | Ja  | Ja        | Nej       | Nej 29    | Ja     |
| SeaMonkey          | Ja    | Ja  | Ja        | Nej       | Delvis 34 | Nej    |
| WorldWideWeb       | Ja    | Ja  | Nej       | Nej       | Nej       | Nej    |
|                    | JPEG  | GIF | PNG       | MNG       | SVG       | PDF    |

Anmärkningar:
(23) Internet Explorer stödjer inte progressiv visning av JPEG.
(24) Internet Explorer till Windows stödjer PNG, men kan inte visa bilder med separat alphakanal, utan genomskinliga pixlar visas helt ogenomskinliga. Internet Explorer till Macintosh stödjer dock PNG med alphakanal.
(25) Stöd för MNG/JNG slopades 6 juni 2003  .
(26) Med SVG menas SVG 1.1 "Fullständig". Det finns två förenklade format som kallas SVG 1.1 Tiny respektive SVG 1.1 Basic, vilka är ämnade för tillämpningar med begränsad förmåga.
(27) SVG 1.1 stöds just nu delvis av Mozilla/Firefox. Fler detaljer finns på .
(28) Opera stödjer enbart SVG 1.1 Tiny.
(29) SVG stöds i "night builds" av renderingsmotorn WebKit men inte i officiella versioner. 
(30) De flesta webbläsare stödjer PDF genom att installera ett insticksprogram från Adobe som tar över webbläsarfönstret. Här listas webbläsare som även stödjer infogade PDF:er inom ett annat hypertextdokument. Noteras bör att PDF egentligen inte är ett bildformat, utan ett skriptbart textformat som kan innehålla olika typer av multimedia.
(31) Konqueror visar PDF med KPDF som standard, kan bytas ut mot Adobe Acrobat eller Ghostscript om man så önskar.
(34) SVG 1.1 Fullständig stöds i ökande grad. För detaljer, se .
(37) Lynx använder externa program för bildvisning. I en grafisk omgivning stöds i allmänhet de flesta formaten.